# Bolbitis novoguineensis
Bolbitis novoguineensis är en träjonväxtart som beskrevs av Elbert Hennipman. Bolbitis novoguineensis ingår i släktet Bolbitis och familjen Dryopteridaceae. Inga underarter finns listade.